# (12395) Richnelson
(12395) Richnelson est un astéroïde de la ceinture principale.

## Description
(12395) Richnelson est un astéroïde de la ceinture principale. Il fut découvert le 8 février 1995 à l'Observatoire de Siding Spring par David J. Asher. Il présente une orbite caractérisée par un demi-grand axe de 3,23 UA, une excentricité de 0,05 et une inclinaison de 21,1° par rapport à l'écliptique.

## Compléments